# 憲德
憲德（穆麟德轉寫：hiyande，？—1740年），蒙古正白旗，西鲁特氏，尚书明安达礼之孙。清朝政治人物、清朝工部尚書。
康熙五十七年（1718年）由荫生为理藩院主事，再迁刑部郎中。雍正四年（1726年）担任湖北按察使，因不徇情面，将亏空库项之原布政使张圣弼下狱，升为湖北巡抚。次年调任四川巡撫。疏请并督理清丈四川土地，厘定科则，二年后结束。以丈增地亩分招外省入川民人耕种。多次请更定四川州县疆界，将天全土司改土归流，设州，并升雅州为雅州府，政绩显著。雍正十一年十二月庚申，接替慶復，擔任清朝工部尚書，后改刑部尚書兼议政大臣，署正红旗满洲都统。由海壽接任工部尚書。乾隆五年卒。

## 延伸阅读
[在维基数据编辑]
 《清史稿·卷294》，出自趙爾巽《清史稿》